# 蕭天讚
蕭天讚（1934年8月25日—2017年11月16日），生於日治臺灣臺南州東石郡東石（今嘉義縣東石鄉）三家村，中華民國（台灣）政治人物，曾代表中國國民黨在台灣省第四選區（雲嘉南南）當選為第一屆第一、二、三、四次增額立法委員及法務部長。

## 生平
出身農家，自小成績優異。初中畢業時曾獲免試保送省立臺南師範學校（今國立臺南大學）資格，考取省立嘉義高中（今國立嘉義高級中學）。嘉義高中畢業時，獲得免試保送台灣大學法律系資格。1958年於台大畢業，取得法學士。同年考取高等考試司法官及格，任檢察官、法官。

## 著作
著有自傳《牛背上的法務部長》。

## 爭議事件

### 桃園第一高爾夫球場關說案
1988年，因溪水暴漲致使一名學生溺斃，承辦檢察官彭紹瑾認為這起因於桃園第一高爾夫球場施工未做好水土保持，分案進行調查。1989年，因案在押的教育部體育司官員向檢察官洪威華供出，時任法務部長蕭天讚在擔任行政院政務委員時曾致電關說，使桃園第一高爾夫球場得以動工。彭紹瑾主動進行偵辦法務部長蕭天讚、最高檢察署檢察長石明江的貪瀆案。蕭天讚否認曾進行關說。在偵辦過程中，第一高爾夫球場董事長曾俊義承認曾請蕭天讚代為關說。臺灣高等法院檢察署主動介入調查，全案被高層「移轉管轄」，最後以不起訴處分結案。在新聞媒體報導後，蕭天讚受到輿論壓力而請辭法務部長。蕭天讚認為自己無罪，此案起自於國民黨內的政爭，因為他屬於李登輝派系才遭中傷。